# ألفرد سوتر
ألفرد سوتر هو منافس ألعاب قوى سويسري، (و. 1906  م).

## وصلات خارجية
- ألفرد سوتر على موقع أوليمبيديا (الإنجليزية)